# جورج لي باتلر
جورج لي باتلر (بالإنجليزية: George Lee Butler)‏ هو ضابط أمريكي، ولد في 17 يونيو 1939 في Fort Benning ‏ في الولايات المتحدة.